# Ken James (basket-ball)
Kenneth Robert « Ken » James, né le 19 janvier 1945, est un ancien joueur australien de basket-ball.